# Kaatiosaari (ö i Kymmenedalen)
Kaatiosaari är en ö i Finland. Den ligger i sjön Repovesi, Luujärvi och Tihvetjärvi och i kommunen Kouvola i den ekonomiska regionen  Kouvola ekonomiska region  och landskapet Kymmenedalen, i den södra delen av landet, 150 km nordost om huvudstaden Helsingfors. Öns area är 13,6 hektar och dess största längd är 0,5 kilometer i öst-västlig riktning.